# Capo dell'Armi
Capo dell'Armi is een plaats in de (frazione) Lazzaro in de Italiaanse gemeente Motta San Giovanni.
Het is een kaap in de uiterste punt van het Apennijns Schiereiland. Hier staat sinds 1867 een vuurtoren die een belangrijk baken vormt voor de scheepvaart die zuidwaarts komt door de Straat van Messina.